# والتر دي هير
والتر دي هير (بالهولندية: Walter de Heer)‏ هو فيزيائي هولندي، ولد في 1949.